# いすゞ お父さん・お母さんへの手紙
いすゞ お父さん・お母さんへの手紙（いすず おとうさん・おかあさんへのてがみ）は、2005年4月1日から2009年4月3日まで、中部日本放送（CBC）制作・全国7局ネットで放送されていたラジオ番組。いすゞ自動車グループの一社提供だった。
パーソナリティは丹野みどり（出演当時CBCアナウンサー）。
なお、放送開始時期に、いすゞ自動車に不祥事が発覚したため、当初のタイトルは「お父さん・お母さんへの手紙」であった。

## 概要
『朝の歳時記』の後番組にあたるが、ネット局は大幅に縮小された。BGMには「いすゞのトラック」が流れる。番組に寄せられ、採用された手紙は、男子、女子の子役俳優が読み上げるというスタイルだった。
なお、MBSラジオでは編成上の都合で独自制作となっていた。金曜日の案内役は、元・毎日放送アナウンサーの野村啓司と元・東北放送アナウンサーのさわともか（2007年途中で、産休・育休による一時降板。それ以降は鳥居睦子が代役）が担当（月曜日～木曜日の案内役は『ノムラでノムラだ♪』の番組を参照）。

作文採用者には「図書カード」を贈呈していた。
また、不定期で「いすゞのトラック」のCDならびに「エルフ」のオリジナルシャープペンの応募プレゼントを行っていた。
なお、タイトルは「お父さん・お母さんへの手紙」となっていたが、放送日によっては、おじいちゃん・おばあちゃん・兄弟に向けた内容の作文や、単に家族紹介の作文になっていたことがあり、丹野が家族に向けた作文であることを言及していた。

## 番組ネット局
- CBC 中部日本放送 　月～金7:34-7:39（「多田しげおの気分爽快!!朝からP・O・N」内）
- HBC 北海道放送 　月～金7:35-7:40（「朝刊さくらい」内）
- TBC 東北放送 　月～金8:25-8:30（「おはようワイド Goodモーニング」内）[3]
- QR 文化放送 　月～金8:17-8:22（「吉田照美 ソコダイジナトコ」内）
- MBS 毎日放送ラジオ 　月～木16:50-16:55（「ノムラでノムラだ♪」内）　金17:19-17:23
- RCC 中国放送 　月～金8:15-8:20（「寺内優のおはようラジオ」内）
- KBC 九州朝日放送 　月～金7:50-7:55（「中村もときの通勤ラジオ」内）

※尚、QR･KBCはNRNシングルネット局、HBC･TBC･MBS･RCCはJRNとNRNとのクロスネット局、制作局のCBCはJRNシングルネット局である（実質、CBC制作のNRNネット番組とも言える）。